# عطوف هولندي

رسم توضيحي متحرك للفة الهولندية

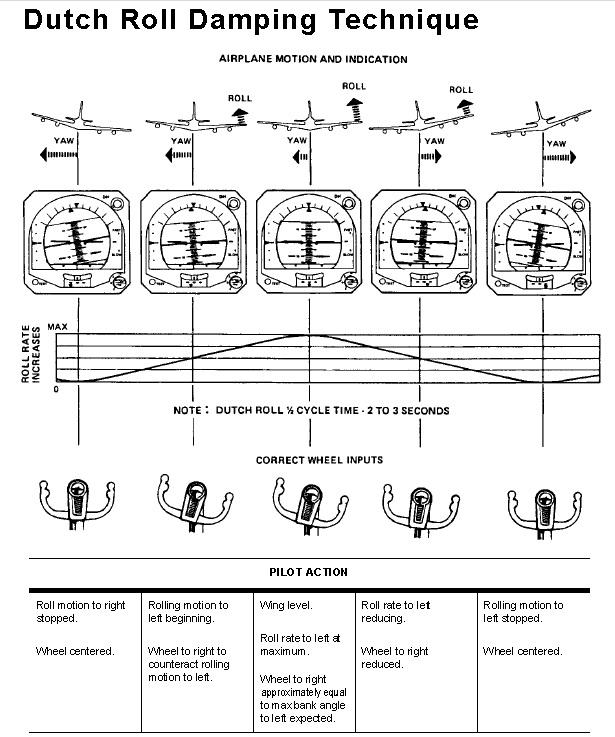
تقنية التخميد الهولندية، الممسوحة ضوئيًا من دليل طيران القوات الجوية الأمريكية.

العطوف الهولندي (بالإنجليزية: Dutch roll)‏ وتُكتب في بعض المصادر لفة داتش هو نوع من حركة الطائرات يتكون من مزيج خارج الطور من «اهتزاز الذيل» (الانحراف) والتأرجح من جانب إلى جانب (لفة). يعد اقتران الانحراف هذا أحد الأوضاع الديناميكية الأساسية للطيران (تشمل الأوضاع الأخرى الفوجويد، والفترة القصيرة، والتباعد اللولبي). عادة ما تكون هذه الحركة مثبطة بشكل جيد في معظم الطائرات الخفيفة، على الرغم من أن بعض الطائرات ذات أوضاع التدحرج الهولندية جيدة التخميد يمكن أن تتعرض لتدهور في التخميد مع انخفاض سرعة الهواء وزيادة الارتفاع. يمكن زيادة ثبات الأسطوانة الهولندية بشكل مصطنع عن طريق تركيب مخمد الانعراج. تميل الأجنحة الموضوعة فوق مركز الجاذبية إلى حد كبير، وتميل الأجنحة ثنائية السطوح إلى زيادة قوة استعادة التدحرج، وبالتالي زيادة اتجاهات الالتفاف الهولندية؛ هذا هو السبب في أن الطائرات عالية الأجنحة غالبًا ما تكون قليلة السطوح، كما أن الطائرات ذات الأجنحة المجنحة من فئة النقل مجهزة بمخمدات الانعراج. ظاهرة مماثلة يمكن أن تحدث في مقطورة تجرها سيارة.

## الاستقرار
في تصميم الطائرات، ينتج التدحرج الهولندي عن ثبات اتجاهي إيجابي ضعيف نسبيًا مقارنة بالاستقرار الجانبي الإيجابي. عندما تدور طائرة حول المحور الطولي، يتم إدخال انزلاق جانبي في الريح النسبية في اتجاه حركة التدحرج. يبدأ الاستقرار الجانبي القوي في إعادة الطائرة إلى مستوى الطيران. في الوقت نفسه، يحاول الاستقرار الاتجاهي الأضعف إلى حد ما تصحيح الانزلاق الجانبي عن طريق محاذاة الطائرة مع الريح النسبية المتصورة. نظرًا لأن الاستقرار الاتجاهي أضعف من الاستقرار الجانبي لطائرة معينة، فإن حركة الاستعادة تتأخر بشكل كبير عن حركة الاستعادة. تمر الطائرة من خلال الطيران المستوي حيث تستمر حركة الانعراج في اتجاه الدوران الأصلي. عند هذه النقطة، يتم إدخال الانزلاق الجانبي في الاتجاه المعاكس وتنعكس العملية.

## الآلية
الآلية الأكثر شيوعًا لحدوث التدحرج الهولندي هي لحظة حركة الانعراج والتي يمكن أن تنتج عن أي عدد من العوامل. عندما تنحرف طائرة ذات جناح مجنح (إلى اليمين، على سبيل المثال)، يصبح الجناح الأيسر أقل انقلابًا من الجناح الأيمن في إشارة إلى الريح النسبية. لهذا السبب، يطور الجناح الأيسر قوة رفع أكبر من الجناح الأيمن مما يتسبب في انقلاب الطائرة إلى اليمين. تستمر هذه الحركة حتى تصل زاوية الانعراج للطائرة إلى النقطة التي يصبح فيها المثبت الرأسي بشكل فعال ريشة رياح ويعكس حركة الانعراج. عندما تنحرف الطائرة إلى اليسار، يصبح الجناح الأيمن أقل انجرافًا من اليسار مما يؤدي إلى تطوير رفع للجناح الأيمن أكثر من اليسار. تتدحرج الطائرة بعد ذلك إلى اليسار حيث تصل زاوية الانعراج مرة أخرى إلى النقطة التي تدور فيها رياح الطائرة في الاتجاه الآخر وتعيد العملية برمتها نفسها. متوسط مدة نصف دورة تدحرج هولندي هو 2 إلى 3 ثوان.
يمكن إثارة وضع الانقلاب الهولندي بأي استخدام للجنيح أو الدفة، ولكن لأغراض اختبار الطيران، عادة ما يكون متحمسًا بقميص الدفة (حركات قصيرة وحادة للدفة إلى زاوية محددة، ثم العودة إلى الموضع المركزي) أو مزدوج (زوج من هذه الحركات في اتجاهين متعاكسين). بعض الطائرات الأكبر حجماً تكون متحمسة بشكل أفضل مع مدخلات الجنيح. يمكن أن تتراوح الفترات من بضع ثوانٍ للطائرات الخفيفة إلى دقيقة أو أكثر للطائرات.
يصف تكس جونستون لفة داتش رول بأنها «... سمة متأصلة في الطائرات ذات الأجنحة المنكسرة. يبدأ بالانعراج. في طائرة ذات جناح جناحي بزاوية 35 درجة، يكون الانحراف مصحوبًا بتدحرج متزامن في اتجاه الانعراج. سبب التدحرج هو تغير عوامل الرفع مع تغير مسار تدفق الهواء فوق الجناح. على سبيل المثال، في الانحراف الأيسر، ينحرف الجناح الأيسر باتجاه الخلف بحيث يتم إزاحة تدفق الهواء عن مساره الطبيعي من الأمام إلى الخلف فوق قسم الجنيح. هذا يقلل من الرفع. في الوقت نفسه، يحصل الجناح الأيمن المتقدم على مزيد من تدفق الوتر، وبالتالي يزداد رفعه. في الجمع بين الشرطين يخلقان لفة يسار. وبالمثل، يؤدي الانحراف إلى اليمين إلى لفة إلى اليمين. تم إعداد تذبذب.»

## أسماء أخرى
الهولندي رول – وهي ترجمة حرفيّة للعبارة الإنجليزية – هو أيضًا الاسم (الذي يعتبره المحترفون تسمية خاطئة) يُعطى لمناورة تنسيق يتم تدريسها عمومًا للطيارين الطلاب لمساعدتهم على تحسين تقنية «العصا والدفة». يتم تدحرج الطائرة بالتناوب بقدر 60 درجة إلى اليسار واليمين بينما يتم تطبيق الدفة لإبقاء مقدمة الطائرة متجهة إلى نقطة ثابتة. بشكل صحيح، هذا هو تمرين ممارسة تنسيق الدفة، لتعليم الطيار الطالب كيفية تصحيح التأثير المعروف باسم انحراف الجنيح المعاكس أثناء مدخلات التدحرج. ufttdy6v 6rfuuyu6yk hht
يُشار إلى تقنية التنسيق هذه بشكل أفضل باسم «التدحرج على رأس»، حيث يتم لف الطائرة بطريقة تحافظ على اتجاه دقيق دون أن يتحرك الأنف من جانب إلى جانب (أو انحراف). يتم تحفيز حركة الانعراج من خلال استخدام الجنيحات وحدها بسبب سحب الجنيح، حيث يقوم جناح الرفع (الجنيح لأسفل) بعمل أكثر من الجناح النازل (الجنيح لأعلى) وبالتالي يخلق مزيدًا من السحب، مما يؤدي إلى دفع جناح الرفع للخلف، مما يؤدي إلى انحراف الطائرات تجاهها. يُعرف تأثير الانحراف الناتج عن الحركة المتدحرجة باسم الانحراف المعاكس. يجب مواجهة ذلك بدقة من خلال استخدام الدفة في نفس اتجاه التحكم في الجنيح (العصا اليسرى، الدفة اليسرى - العصا اليمنى، الدفة اليمنى). يُعرف هذا باسم عناصر التحكم المتزامنة عند القيام به بشكل صحيح، ويصعب تعلمه وتطبيقه جيدًا. يختلف المقدار الصحيح من الدفة لتطبيقه مع الجنيح لكل طائرة.

## الاسم
أصل الاسم غير مؤكد. ومع ذلك، فمن المحتمل أن هذا المصطلح، الذي يصف الحركة الجانبية غير المتكافئة للطائرة، قد تم استعارته من إشارة إلى حركة تظهر مشابهة في التزلج على الجليد. في عام 1916، نشر مهندس الطيران جيروم كلارك هونساكر الاقتباس التالي: «الانقلاب الهولندي - العنصر الثالث في الحركة [الجانبية] [للطائرة] هو الانحناء إلى اليمين واليسار، جنبًا إلى جنب مع التدحرج. تكون الحركة متذبذبة لمدة تتراوح من 7 إلى 12 ثانية، والتي قد تخمد أو لا تخمد. إن التشابه مع»Dutch Roll«أو»Outer Edge«في التزلج على الجليد واضح.»  في عام 1916، استخدم المصطلح دوتش رول للتزحلق بشكل متكرر إلى اليمين واليسار (بالقياس إلى الحركة الموصوفة للطائرة) على الحافة الخارجية للزلاجات. بحلول عام 1916، تم استيراد المصطلح من التزلج إلى هندسة الطيران، ربما بواسطة هونساكر نفسه. كان عام 1916 بعد خمس سنوات فقط من قيام جي إتش برايان بأول تحليل رياضي للحركة الجانبية للطائرة في عام 1911.

## الحوادث
- في 19 أكتوبر 1959، طائرة بوينج 707 في رحلة قبول العملاء، حيث تم إيقاف تشغيل مانع الانعراج لتعريف الطيارين الجدد بتقنيات الطيران، أدت تصرفات الطيار المتدرب إلى تفاقم حركة الانقلاب الهولندية وتسببت في حدوث ثلاثة من محركات الطائرة الأربعة. من أجنحتها. الطائرة الجديدة 707-227، N7071، المتجهة إلى برانيف، تحطمت على قاع نهر شمال سياتل في أرلينغتون، واشنطن، مما أسفر عن مقتل أربعة من ركابها الثمانية.[18]
- عرضت رحلة الخطوط الجوية اليابانية 123 لفة الهولندية بعد أن فقدت جميع أدوات التحكم الهيدروليكية. ستتحطم في النهاية في أكثر حوادث الطائرات الفردية فتكًا في التاريخ.
- في 6 مارس 2005، تورطت رحلة إير ترانسات 961، وهي طائرة من طراز إيرباص A310، في حادث انقلاب هولندي بعد فشل هيكلي في الدفة في ارتفاع إبحار بعد المغادرة من مطار خوان جوالبرتو غوميز، فاراديرو، كوبا. عادت الطائرة إلى المطار مصحوبة بأضرار هيكلية خطيرة وأصيب أحد المضيفة بجروح طفيفة.
- في 3 مايو 2013، انفصلت طائرة ماكونيل آي إف بي، كانساس (USAF) من طراز KC- 135R، 63-8877، كانت تقلها فيرتشايلد إيه إف بي، طاقم جوي بواشنطن، في رحلة بعد حوالي 11 دقيقة من إقلاعها من قاعدة ماناس الجوية في قيرغيزستان، مما أسفر عن مقتل الجميع. ثلاثة من أفراد الطاقم.[19][20] بعد التحقيق، تبين أن عطلًا في وحدة التحكم في طاقة الدفة أدى إلى عدم استقرار تذبذب لفة هولندي. عدم التعرف على الانقلاب الهولندي، استخدم الطاقم الدفة للبقاء في المسار الصحيح، مما أدى إلى تفاقم عدم الاستقرار، مما أدى إلى حالة طيران غير قابلة للاسترداد. وانفصل الذيل الذي يعاني من الإجهاد المفرط وتحطمت الطائرة بعد فترة وجيزة. كانت الطائرة على ارتفاع كروز حوالي 200 على بعد كيلومترات غربي بيشكيك قبل أن تتحطم في منطقة جبلية بالقرب من قرية كورغولو، بالقرب من الحدود بين قيرغيزستان وكازاخستان.[21][22][23]
- في 30 أكتوبر 2015، تحطمت طائرة من طراز ليوناردو (أغستاوستلاند سابقًا) أغستا وستلاند إيه دبليو 609 في إيطاليا مما أسفر عن مقتل اثنين من طياريها. مزيد من التحقيقات التي أجرتها آي إن سي في الإيطالية أثبتت أن تدحرج هولندي أثناء اختبار عالي السرعة يمكن أن تكون السبب.[24][25]